# Alexis Habiyambere
Alexis Habiyambere SJ (Save, agosto de 1939) é um ministro ruandês e bispo católico romano emérito de Nyundo.
Alexis Habiyambere ingressou na ordem jesuíta e foi ordenado sacerdote em 1º de agosto de 1976.
O Papa João Paulo II nomeou-o Bispo de Nyundo em 2 de janeiro de 1997. A consagração episcopal doou-lhe o antigo bispo de Nyundo, Wenceslas Kalibushi, em 22 de março do mesmo ano. Os co-consagradores foram Frédéric Rubwejanga, Bispo de Kibungo, e Thaddée Ntihinyurwa, Arcebispo de Kigali.
O Papa Francisco aceitou sua aposentadoria em 11 de março de 2016.